# Paul Waeldin
Paul Waeldin (* 12. Juni 1888 in Lahr/Schwarzwald; † 15. November 1969 ebenda) war ein deutscher Jurist, Unternehmer und Politiker (DDP, DStP, DemP, FDP).

## Leben
Paul Waeldin entstammte einer alten Lahrer Gerberfamilie und wurde am 12. Juni 1888 als Sohn des Lederfabrikanten Karl August Waeldin und der Luise Wilhelmine, geb. Flüge, Tochter des Lahrer Bürgermeisters Wilhelm Flüge, geboren. Er hatte drei Geschwister.
Waeldin besuchte von 1894 bis 1897 die Volksschule und von 1897 bis 1906 das Gymnasium in Lahr, an dem er das Abitur ablegte. Nach dem Schulbesuch diente er 1906/07 als Einjährig-Freiwilliger im 4. Badischen Feldartillerie-Regiment Nr. 66 in Lahr. Im Anschluss studierte er Rechts- und Staatswissenschaften an den Universitäten in Freiburg, wo er in das Corps Suevia Freiburg eintrat, und in Heidelberg, wo er 1911 zum Dr. jur. promoviert wurde (Dissertation: Strafbestimmungen des Börsengesetzes vom 8. Mai 1908). Während seines Studiums und danach widmete er sich einer handwerklichen Ausbildung in der väterlichen Fabrik, in die er nach dem Tod des Vaters 1912 als Prokurist und später als Teilhaber einstieg. Zuletzt war er alleiniger persönlich haftender Gesellschafter der Firma Waeldin-Huber K.G. in Lahr. Von 1914 bis 1918 nahm er als Soldat am Ersten Weltkrieg teil, zuletzt als Oberleutnant. Für seine Verdienste wurde er mit dem Eisernen Kreuz I. Klasse ausgezeichnet.
Waeldin bezeichnete sich selbst als vom Elternhaus liberal-demokratisch geprägt. Nach seiner Rückkehr aus dem Krieg wurde er zunächst Mitglied des Lahrer Bürgerausschusses und später dessen Obmann. Er war Stadtrat und Bezirksrat, trat in die DDP Baden (seit 1930 DStP) ein und wurde 1929 in den Landtag der Republik Baden gewählt, dem er bis 1933 angehörte. Während der Zeit der Weimarer Republik pflegte er freundschaftliche Kontakte zu Reichsminister Hermann Dietrich und zum badischen Landesvorsitzenden der DDP/DStP Richard Freudenberg.
In der Zeit des Nationalsozialismus legte Waeldin alle Partei- und Ehrenämter nieder und widmete sich ausschließlich seiner Familie und seinem Betrieb.
Gegen Ende des Zweiten Weltkrieges wurde Waeldin am 20. April 1945 von der Französischen Militärregierung als Oberbürgermeister der Stadt Lahr eingesetzt. Diese Funktion übte er bis 1952 ehrenamtlich aus. Im Januar 1946 beteiligte er sich an der Neugründung der Demokratischen Partei (DemP) in Südbaden und wurde zu ihrem Vorsitzenden gewählt. Daraufhin bat er die Militärregierung um Zulassung der Partei, der im Mai 1946 stattgegeben wurde. Im April 1948 wurde die DemP in FDP Südbaden umbenannt. Er war 1951/52 als Vertreter des Landes Mitglied im FDP-Bundesvorstand.
Waeldin war von November 1946 bis Mai 1947 Mitglied der Beratenden Landesversammlung des Landes Baden. Vom 3. Dezember 1946 bis zum 26. Juni 1947 amtierte er als Staatssekretär der Finanzen in der von Präsident Leo Wohleb geleiteten provisorischen Regierung (Staatssekretariat) des Landes Baden. Bei der Landtagswahl am 18. Mai 1947 wurde er als Abgeordneter in den Badischen Landtag gewählt, dem er bis zu dessen Auflösung 1952 angehörte. Im Parlament war er Vorsitzender der liberalen Fraktion. Daneben war er seit 1951 Präsident des Badischen Städteverbandes. Waeldin zählte zu den Unterstützern der Bildung des Südweststaates und war von 1952 bis zu seiner Mandatsniederlegung am 10. Januar 1953 Mitglied der Verfassunggebenden Landesversammlung von Baden-Württemberg.
Von 1952 bis zu seinem Eintritt in den Ruhestand 1957 fungierte Waeldin als Regierungspräsident des Regierungsbezirkes Südbaden. In dieser Funktion nahm er 1956 in Colmar auf Einladung von dessen Bürgermeister Joseph Rey an der ersten deutsch-französischen Bürgermeisterkonferenz teil.
Paul Waeldin war seit 1917 mit Edith Altfelix, der Tochter des von 1898 bis 1928 amtierenden Lahrer Oberbürgermeisters Gustav Altfelix, verheiratet.

## Ehrungen
- 1952: Kommerzienrat
- 1953: Ehrenbürger der Stadt Lahr
- 1957: Großes Verdienstkreuz der Bundesrepublik Deutschland
- Paul-Waeldin-Straße in Lahr